# 林明美
林明美（日語：／英語：）；日本漢字設定與香港《漫畫週刊》譯名為「鈴明美」，香港亞洲電視譯名「林明明」，日本初期設定名為「齋明美」（日語：サイ・ミンメイ），是日本動畫《超時空要塞》及其美国改编版《太空堡垒》裡面的人物。與《純愛手札系列》人物藤崎詩織是虛擬偶像的先驅。

## 剧场版《超时空要塞：可曾记得爱》的剧情
林明美出生于1993年10月10日，自幼與母親於日本的横滨中华街生活。她的夢想是成為一位歌星，不惜為此與家人斷絕關係而離家。2009年第一次宇宙战争中，林明美登上战艦Macross，Macross受到傑特拉帝人襲擊；Macross以超時空航法Fold逃脫，因在地面施行造成Fold失敗而到了冥王星。
在此後不久，林明美競選Macross小姐得到冠軍；Macross返航途中在木星附近遇到傑特拉帝人襲擊，一條輝在任務途中返航支援母艦，卻被早瀨未沙斥回，回歸任務中發現敵人入侵而前去幫忙，在事故中救了林明美，卻不幸掉入一未知區域，兩人在此擦出火花。
之後傑特拉帝人施行俘虜微米人之計劃，此時一條輝以訓練機帶著因工作而煩惱著的林明美在土星光环約會，兩人與早瀨未沙和林凱風及洛福卡隨即被抓走，但在美爾特拉帝人的攻擊之下，一條輝與早瀨未沙逃脫，在波特爾沙欲消滅美爾特拉帝人的計劃下，拿出原始文化所遺留的歌曲碎片，在地球利用林明美成功地驅散了攻擊Macross的美爾特拉帝人。
得知早瀨未沙與一條輝相戀的林明美因此逃離了一條輝，在受到傑特拉帝人基幹艦隊的攻擊之下，早瀨未沙提出歌聲攻擊一案，但林明美失蹤。一條輝在觀望臺找到了林明美，請林明美為了自己的夢想而歌。林明美以最深切的愛唱出鼓舞及引导人类的歌〈爱，还记得吗〉。布利泰因此感到文化的重要，與美爾特拉帝殘存艦隊一同協助Macross打敗波特爾沙，取得胜利。
2012年8月，林明美舉行告别地球演唱会。2012年9月，林明美随人类历史上第一次超长距离移民船队大未來（MEGAROAD-1）（メガロード-01）出航，离开了地球。2016年，在銀河中心附近失去連絡。

## 配音
- 1982年 <超时空要塞-Macross>中的林明美（日文）配音是饭岛真理
- 1985年<超时空要塞-Macross>亞洲電視中文翻译版中的林明美（粵語）配音是林錦燕
- 1985年 <太空堡垒-ROBOTECH>中的林明美（英文）配音是Rebecca Forstadt（昵称 Reba West）
- 1991年 <太空堡垒-ROBOTECH>上海电视台中文翻译版中的林明美（中文普通话）配音是金琳
- 2006年 <超时空要塞-Macross>A.D. Vision美国发行版中的林明美（英文）配音是饭岛真理